# 比加尔
比加尔（法語：Bugard，法語發音：[byɡaʁ]）是法国上比利牛斯省的一个市镇，属于塔布区。

## 地理
比加尔（43°15'29"N, 0°18'50"E）面积5.32 平方千米，位于法国奧克西塔尼大區上比利牛斯省，该省份为法国西南部内陆省份，北至热尔省，西接大西洋比利牛斯省，南与西班牙接壤，东临上加龙省。
与比加尔接壤的市镇（或旧市镇、城区）包括：维朗比特、吕斯塔尔、博讷丰、奥里约、塞尔吕斯坦、拉马克吕斯坦。

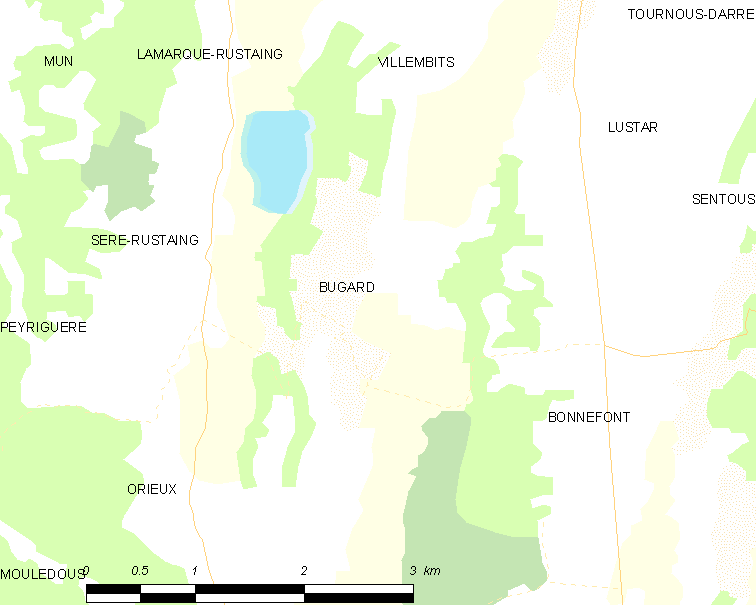
比加尔的OSM定位图

比加尔的时区为UTC+01:00、UTC+02:00（夏令时）。

## 行政
比加尔的邮政编码为65220，INSEE市镇编码为65110。

## 政治
比加尔所属的省级选区为山丘县。

## 人口

1962-2008年间比加尔人口变化图示

比加尔于2022年1月1日时的人口数量为97人。